# Melenikítsi
Melenikítsi (Melenikitsi) är en ort i Grekland.   Den ligger i prefekturen Nomós Serrón och regionen Mellersta Makedonien, i den nordöstra delen av landet, 400 km norr om huvudstaden Aten. Melenikítsi ligger 134 meter över havet och antalet invånare är 621.
Terrängen runt Melenikítsi är kuperad åt nordost, men åt sydväst är den platt. Runt Melenikítsi är det ganska tätbefolkat, med 67 invånare per kvadratkilometer. Närmaste större samhälle är Serrai, 11,1 km sydost om Melenikítsi. Trakten runt Melenikítsi består till största delen av jordbruksmark.